# Paul Glawion
Paul Glawion (* 8. November 1922 in Berlin; † 1. April 1993) war ein deutscher Schauspieler.

## Biografie
Paul Glawion wuchs in seiner Heimatstadt auf und stand bereits in jungen Jahren in dem 1933 entstandenen Kurz-Dokumentarfilm Wildwest in Fichtenau das erste Mal vor der Kamera. Nach Beendigung der Schulzeit absolvierte er zunächst ein Praktikum als Maschinenbauer, bevor er daran anschließend Musikschulen in Berlin und Erfurt besuchte. Musik- und Gesangsunterricht (Klavier, Bariton) erhielt er an der Academy of Music and Theatre in den USA. Ausgebildet wurde er von den Professoren Schmalstich, Lohmann und Köhler.
Stationen seiner Bühnenlaufbahn waren u. a. die Kunstbühne und die Tribüne in Berlin, das Theater Erfurt, das Badische Staatstheater Karlsruhe, das Theater in der Josefstadt in Wien, das Theater am Dom in Köln sowie verschiedene Münchner Bühnen. Von 1970 bis 1974 trat Glawion darüber hinaus an verschiedenen Theatern in New York auf.
Seit 1960 für Film und Fernsehen tätig, sah man Paul Glawion in Produktionen wie Er kann’s nicht lassen, Kommissar Freytag, in den Simmel-Verfilmungen Und Jimmy ging zum Regenbogen und Lieb Vaterland magst ruhig sein und in drei  Derrick-Episoden, ferner in den Serien Väter und Söhne – Eine deutsche Tragödie und Feuersturm und Asche. Größere Rollen verkörperte er jeweils als Kriminalbeamter in Der Fall Rohrbach (1963) und in dem deutsch-italienischen Mehrteiler Coralba (1969).
Paul Glawion gab weiterhin Rezitationsabende und Konzerte mit Schubert-Liedern. Darüber hinaus war er als Chorleiter tätig und besang gemeinsam mit Lisa Lesku eine Schallplatte mit dem Titel Über die Prärie.
Als Synchronsprecher lieh Paul Glawion seine Stimme David Huddleston in Ich bin der Größte sowie Greg Lewis und Mik Scriba in zwei Folgen der US-amerikanischen Sitcom Eine schrecklich nette Familie. 1966 sprach er die Rolle des Vaters in einer Hörspielproduktion von Karlsson vom Dach nach Astrid Lindgren.

## Filmografie (Auswahl)
- 1960: Eine Frau fürs ganze Leben
- 1961: In der Hölle ist noch Platz
- 1961: Treibjagd
- 1962: Die Flucht
- 1962: Er kann’s nicht lassen
- 1962: Alle Macht der Erde
- 1962: Die Glocken von London
- 1962: Bedaure, falsch verbunden
- 1963: Der Fall Rohrbach
- 1964: Kommissar Freytag – Mit Bewährungsfrist
- 1964: Die weiße Weste
- 1965: Die ehrbare Dame
- 1966: Blue Light – The Fortress Below
- 1966: Die fünfte Kolonne – Ein Auftrag für...
- 1966: Der Mann, der sich Abel nannte
- 1966: I Deal in Danger
- 1966: Raumpatrouille – Invasion
- 1967: Der Röhm-Putsch
- 1967: Der Vater und sein Sohn
- 1967: Cliff Dexter – Ein Orden für Cliff
- 1967: Die seltsamen Methoden des Franz Josef Wanninger – Blüten aus den Isarauen
- 1967: Bürgerkrieg in Rußland (Fernseh-Fünfteiler)
- 1968: Polizeifunk ruft – Südfrüchte
- 1968: Eine Gefangene bei Stalin und Hitler
- 1968: Feldwebel Schmid
- 1968: Polizeirevier 21
- 1968: Berliner Blockade
- 1968: Die schwarze Sonne
- 1969: Der Kommissar – Der Tod fährt 1. Klasse
- 1970: Coralba
- 1970: Die seltsamen Methoden des Franz Josef Wanninger – Zeugen gesucht
- 1971: Und Jimmy ging zum Regenbogen
- 1975: Das Rückendekolleté
- 1975: Derrick – Kamillas junger Freund
- 1976: Schulmädchen-Report. 10. Teil: Irgendwann fängt jede an
- 1976: Lieb Vaterland magst ruhig sein
- 1976: Derrick – Auf eigene Faust
- 1978: Die munteren Sexspiele der Nachbarn
- 1978: Der Anwalt – Kostenmiete
- 1978: Derrick – Der Spitzel
- 1979: Lawinenexpress
- 1980: Die Formel (The Formula)
- 1982: Love Unlimited
- 1984: Angelo und Luzy – Alle Engel mogeln
- 1986: Väter und Söhne – Eine deutsche Tragödie
- 1988: Feuersturm und Asche